# 간결
간결(慳結)은 애결(愛結) · 에결(恚結) · 만결(慢結) · 무명결(無明結) · 견결(見結) · 취결(取結) · 의결(疑結) · 질결(嫉結) · 간결(慳結)의 9결(九結) 가운데 하나이다.
《아비달마품류족론》 제1권에 따르면,
간결은 심비린(心鄙吝) 즉 추한 아낌의 마음작용이다. 즉, 마음이 비루하게 인색한 것이다.
《대승아비달마집론》 제4권과 《대승아비달마잡집론》 제6권에 따르면,
간결은 이양(利養), 즉 자신을 이익되게 하고 보양시키는 것, 즉 자신의 이익과 이득에 대해 탐착(耽著: 꽉 들러붙어 떠나지 못함)하여 그것의 자생구(資生具, 산스크리트어: upakaraṇa) 즉 이양을 가져오는 도구와 수단에 대해 심인석(心吝惜) 즉 아까와하고 애석해 하는 마음 즉 인색의 마음작용을 일으키는 것을 말한다. 마음이 간결 즉 인색의 마음작용에 의해 묶이게[所繫] 되면 자생구를 축적(畜積)하는 것을 중히 여기고 원리(遠離: 멀리 떠남)는 존중하지 않는 상태가 된다. 자생구를 축적(畜積)하는 것을 중히 여기기 때문에 불선을 널리 행하고 갖가지 선을 행하지 않게 된다. 불선은 행하고 선은 행하지 않기 때문에 미래세의 고(苦)를 불러들이고 그 고(苦)와 상응하게 된다.

## 참고 문헌
- 곽철환 (2003). 《시공 불교사전》. 시공사 / 네이버 지식백과. |title=에 외부 링크가 있음 (도움말)
- 미륵 지음, 현장 한역, 강명희 번역 (K.614, T.1579). 《유가사지론》. 한글대장경 검색시스템 - 전자불전연구소 / 동국역경원. K.570(15-465), T.1579(30-279). |title=에 외부 링크가 있음 (도움말)
- 세친 지음, 현장 한역, 권오민 번역 (K.955, T.1558). 《아비달마구사론》. 한글대장경 검색시스템 - 전자불전연구소 / 동국역경원. K.955(27-453), T.1558(29-1). |title=에 외부 링크가 있음 (도움말)
- 호법 등 지음, 현장 한역, 김묘주 번역 (K.614, T.1585). 《성유식론》. 한글대장경 검색시스템 - 전자불전연구소 / 동국역경원. K.614(17-510), T.1585(31-1). |title=에 외부 링크가 있음 (도움말)
- 세친 지음, 현장 한역, 송성수 번역 (K.618, T.1612). 《대승오온론》. 한글대장경 검색시스템 - 전자불전연구소 / 동국역경원. K.618(17-637), T.1612(31-848). |title=에 외부 링크가 있음 (도움말)
- 운허.  동국역경원 편집, 편집. 《불교 사전》. |title=에 외부 링크가 있음 (도움말)
- (영어) DDB. 《Digital Dictionary of Buddhism (電子佛教辭典)》. Edited by A. Charles Muller. |title=에 외부 링크가 있음 (도움말)
- (중국어) 미륵 조, 현장 한역 (T.1579). 《유가사지론(瑜伽師地論)》. 대정신수대장경. T30, No. 1579. CBETA. |title=에 외부 링크가 있음 (도움말)
- (중국어) 佛門網. 《佛學辭典(불학사전)》. |title=에 외부 링크가 있음 (도움말)
- (중국어) 星雲. 《佛光大辭典(불광대사전)》 3판. |title=에 외부 링크가 있음 (도움말)
- (중국어) 세친 조, 현장 한역 (T.1612). 《대승오온론(大乘五蘊論)》. 대정신수대장경. T31, No. 1612, CBETA. |title=에 외부 링크가 있음 (도움말)
- (중국어) 세친 조, 현장 한역 (T.1558). 《아비달마구사론(阿毘達磨俱舍論)》. 대정신수대장경. T29, No. 1558, CBETA. |title=에 외부 링크가 있음 (도움말)
- (중국어) 호법 등 지음, 현장 한역 (T.1585). 《성유식론(成唯識論)》. 대정신수대장경. T31, No. 1585, CBETA. |title=에 외부 링크가 있음 (도움말)